# 메탈리온
《메탈리온》(중국어: 核晶少年; 영어: Metalions)은 대한민국의 영실업과 중국의 Winsing Animation이 공동으로 제작한 3D 로봇 애니메이션이다. 1부는 2019년 2월 8일부터 8월 2일까지, 2부는 같은 해 9월 6일부터 2020년 2월 28일까지 매주 금요일 오후 4시에 투니버스에서 방영했다. 메탈리온들은 바이클론즈의 머신 캐릭터 디자인을 바탕으로 했으며, 1회 2편이 방영되었다.

## 줄거리
서기 2029년. 10살 소년 우주는 어느날 집 대청소를 하던 중 천재 과학자인 할아버지, 용이 남긴 물건을 발견한다. 할아버지의 전동 스쿠터와 시계처럼 보이는 소환기를 갖고 밖으로 나간 우주가 위험에 처한 순간, 할아버지의 아키언 스톤 목걸이에서 갑자기 빛이 나오고, 그 부름을 들은 고대 인피니티 워리어, 메탈리온인 리오가 등장하는데...!

## 방송 일시
| 방송 채널 | 방송일                           | 방송 시간 |
| --------- | -------------------------------- | --------- |
| KBS 2TV   | 2019년 2월 8일 ~ 2020년 2월 29일 | 종료      |

## 등장인물

### 에코팀

#### 현우주
활발하고 호기심 많은 주인공. 나이는 어리지만, 이미 천재 발명가라서, 에코팀 친구들을 위해 친환경적인 장치를 만든다. 에코팀의 일원이자 기술 담당으로 지구를 보호하는 걸 중요하게 여기는 우주는 장난치는 걸 좋아하는 사고뭉치다.

#### 강범
겉모습은 시그마를 위해서 일하는 아이지만, 사실은 인피니티 워리어와 관련된 비밀스러운 과거의 소유자. 범 역시 뛰어난 발명가여서 시그마의 로봇을 업그레이드시킬 수 있다. 우주와 자주 부딪치게 되는데, 둘 다 사라진 아키언 스톤을 찾고 있기 때문! 둘은 적이면서도 친구 같은 관계다.

#### 서수호
에코팀의 리더. 28세로 가장 나이가 많다. 거칠어 보이는 외모지만, 내면은 아주 부드럽고 여려서 요리, 바느질 같은 집안일을 하는 게 취미다.

#### 박시내
에코팀의 일원이자 싱어송라이터. 예술가 기질이 뛰어나서 공상하는 걸 좋아하고, 꽃을 좋아한다. 에코팀의 탐험 계획을 세우는 일을 맡고 있다.

#### 하태산
토실토실한 몸매에 따뜻한 심정의 장난꾸러기. 에코팀의 일원으로 대기업 CEO의 외동아들이지만, 사업적 감각이 좋은 편은 아니다. 남들을 행복하게 해주는 걸 좋아해서, 장래희망은 사람들을 늘 웃게 만드는 코미디언이다.

#### 김노을
에코팀의 마지막 단원으로 또래에 비해서 어른스럽다. 말수는 적지만, 대화의 핵심을 잘 짚어내는 편이다. 팀원들이 내놓은 아이디어를 정리하는 일을 맡고 있다.

### 시그마 그룹

#### 시그마(본명:설순재)
시그마 그룹의 메인 컴퓨터 시스템으로 시그마 그룹의 총수이자 실질적 지배자 이 작품의 최종보스.

## 메탈리온

### 인피니티 워리어 (《바이클론즈》의 클론의 재탕)

#### 리오
《바이클론즈》의 리오의 재탕. 친절하고 마음이 넓은 인피니티 워리어의 전사들 중의 하나로 한때 용과 함께 싸웠던 리오는 용의 손자인 우주를 새 파트너로 받아들인다. 환경이 파괴되는 것을 극도로 싫어해서 지구 에너지를 고갈시키는 시그마 그룹을 혐오한다.

#### 애리즈
3회부터 등장. 《바이클론즈》의 애리즈의 재탕. 여성 인피니티 워리어. 평소에는 유머 당담으로 상냥한 편이지만, 무시당한 느낌이 들면 욱하는 성질이 있다. 그래서 팀원들도 애리즈의 귀엽고 순한 양처럼 생긴 외모에 대해 언급하는 걸 꺼린다.

#### 토러스
4회부터 등장. 《바이클론즈》의 토러스의 재탕. 인피니티 워리어의 덩치 담당. 우직한 성격과 강인한 힘을 가졌지만, 감정 표현에 서툴다. 가끔 어리숙한 면도 보이지만, 강한 신체적 힘은 팀원들에게 큰 의지가 된다.

#### 스콜피오
5회부터 등장. 《바이클론즈》의 스콜피오의 재탕. 인티니티 워리어의 정찰 담당으로 고도의 기술을 가진 자객 스타일의 전사. 스콜피오는 외로운 늑대 같은 분위기로 건방져보이기도 하지만, 대장에게는 절대 복종하는 스타일이다. 가끔 전투중 오판으로 같은 편을 공격하기도 해서 팀원들의 신경을 긁기도 한다. 그러나 언제나 적을 깔끔하게 처리하는 능력있는 전사.

#### 우르사
6회부터 등장. 《바이클론즈》의 우르사의 재탕. 인피니티 워리어 중 브레인 담당이자 리더. 아주 머리가 좋은 편으로, 가끔씩 팀원들에게 자신의 일까지 하도록 만든다. 게으른 편이며 휴식 시간엔 음악을 즐겨 듣는다.

### 메가비스트 (《바이클론즈》의 메가비스트 클론의 재탕)

#### 세이버투스
10회부터 등장. 《바이클론즈》의 세이버투스의 재탕. 메가비스트 중, 밸런스 담당으로 리오의 몇 안되는 친구다. 사실 범에게 붙잡힌것도, 리오와 애리즈를 상대한것도 다 연기였기 때문이다. 리오와 자주 엮인다. 속성은 불.

#### 다이어울프
11회부터 등장. 《바이클론즈》의 다이어울프의 재탕. 메가비스트 중, 스피드 담당으로 스콜피오와 엮인다. 속성은 얼음.

#### 아르겐타비스
20회부터 등장. 《바이클론즈》의 아르젠타비스의 재탕. 메가비스트 중, 정찰 담당으로 애리즈와 엮인다. 속성은 바람.

#### 자이언트엘크
13회부터 등장. 《바이클론즈》의 자이언트엘크의 재탕. 메가비스트 중, 브레인 담당으로 토러스와 엮인다. 속성은 생명.

#### 매머드
12회부터 등장. 《바이클론즈》의 매머드의 재탕. 메가비스트 중, 덩치 담당이자 리더로 우르사와 엮인다. 속성은 물.

## 합체 로봇

#### 에어로
6회부터 등장. 《바이클론즈》의 에어로(리오 + 애리즈)의 재탕. 리오가 애리즈와 합체한 로봇.

#### 이클립스
8회부터 등장. 《바이클론즈》의 이클립스(리오 + 토러스)의 재탕. 리오가 토러스와 합체한 로봇.

#### 고스트
7회부터 등장. 《바이클론즈》의 고스트(스콜피오 + 애리즈)의 재탕. 스콜피오가 애리즈와 합체한 로봇.

#### 허리케인
15회부터 등장. 《바이클론즈》의 허리케인(스콜피오 + 토러스)의 재탕. 스콜피오가 토러스와 합체한 로봇.

#### 크로스어택커
28회부터 등장. 《바이클론즈》의 크로스어택커(다이어울프 + 세이버투스)의 재탕. 세이버투스가 다이어울프와 합체한 로봇.

#### 썬더가디언
29회부터 등장. 《바이클론즈》의 썬더가디언(아르젠타비스 + 매머드 + 자이언트엘크)의 재탕. 자이언트엘크가 매머드, 아르겐타비스와 합체한 로봇.

## 초합체 로봇

#### 인피니티
33회부터 등장. 《바이클론즈》의 인피니티(이클립스 + 고스트 + 우르사)의 재탕. 우르사가 에어로, 허리케인와 초합체한 로봇.

#### 바바리안킹
39회부터 등장. 《바이클론즈》의 바바리안킹(크로스어택커 + 썬더가디언)의 재탕. 썬더가디언이 크로스어택커와 초합체한 로봇.

## 목소리 출연
- 소연: 우주
- 김영선: 범, 스콜피오, 매머드
- 배정미: 노을
- 오수경: 태산
- 윤미나: 시내
- 이원찬: 수호, 우르사
- 권창욱: 리오
- 최하나: 에리즈
- 이광수: 토러스, 시그마
- 이재범: 용, 아르젠타비스, 자이언트 엘크
- 정재헌: 세이버 투스, 다이어 울프

## 스태프
- 책임 프로듀서: 김세중
- 기획 총괄: ZhiBin Gu, 한상욱
- 감독: ZiFeng Li
- 총감독: JinHui Lu
- 프로듀서: 이규호, YanMei Gu, WeiShu Liu, WenTing Xu, JinMing Lu, DanHong Huang
- 제작 관리: 이혜성, 김요한, 정경인
- 시나리오: JunJie Pan
- 캐릭터 디자인: 김현동, 민경도, 윤혜정, 윤나라, 김혁
- 아트 슈퍼바이저: HaoWen Liu
- 스케치 프로덕션: Wei Chen
- 3D 프로덕션: LiZhi Yu, SuJian Lin
- 글로벌 버전 제작: OCEAN MEDIA INC. Vancouver, Canada
- 글로벌 버전 기획 총괄: KEN MORRISON, DANIEL MORRISON
- 라인 프로듀서: JACOB HILTZ
- 슈퍼바이징 프로듀서: DIANA GAGE
- 글로벌 버전 시나리오: DEVON MCBRIDE-WILSON, RACHAELA VAN BOREK, MICHAEL WARNOCK (1기) → ARINN DEMBO[28][29][30] (2기)
- 글로벌 버전 사운드 제작: PETER IRWIN, MATT DIMAULO, KEITH A. GODDARD, DEREK SIMPSON, COLIN WIND
- 판권 사업: 김선영, 안상욱, 조우리, 감아람
- 제작프로듀서
- 제작 및 수입 제공: 영실업 & Winsing Animation
- 총괄프로듀서
- 애니메이션제작: 영실업,Winsing Animation
- 애니메이션연출
- 음악연출
- 편집:
- 그래픽:
- 녹음,믹싱
- 번역:
- 녹음연출:
- 연출:
- ©YOUNG TOYS, INC. All Rights Reserved.

## 주제가
- 1기 오프닝: The Power is in You
  - 작사·작곡: David Ramos / 개사: 오동희 / 가수: 유준영
- 2기 오프닝
  - 작곡·작사: 강주섭, 김덕기 / 가수: 유준영
- 엔딩: For the Earth
  - 작곡: John Mitchell

## 방영 목록
| 회차       | 제목                                           | 방송 일자        | 도착지                       |
| ---------- | ---------------------------------------------- | ---------------- | ---------------------------- |
| 1화        | 할아버지의 유산                                | 2019년 2월 8일   |                              |
| 2화        | 특별한 수업 태엽 장치처럼 움직여라             | 2019년 2월 15일  |                              |
| 3화        | 최첨단 하우스봇 스톤헨지의 비밀                | 2019년 2월 22일  | 영국 스톤헨지                |
| 4화        | 과거로의 여행 오클로의 황소                    | 2019년 3월 1일   | 가봉 오클로 천연원자로       |
| 5화        | 다가오는 위기의 그림자 시그마 추적 작전        | 2019년 3월 8일   |                              |
| 6화        | 우르사를 찾아서 우르사의 등장                  | 2019년 3월 15일  | 미국                         |
| 7화        | 하와이의 화산 뜨거운 용암                      | 2019년 3월 22일  | 미국 하와이주 호놀룰루       |
| 8화        | 북아일랜드의 비밀 코즈웨이 도난 사건           | 2019년 3월 29일  | 북아일랜드                   |
| 9화        | 피사에서 생긴 일 무중력 상태의 대혼란          | 2019년 4월 5일   | 이탈리아 피사                |
| 10화       | 석상들의 섬 돌발상황 발생!                     | 2019년 4월 12일  | 러시아                       |
| 11화       | 살얼음판을 걷다 위기모면                       | 2019년 4월 19일  | 미국 알래스카주              |
| 12화       | 균열 유대감                                    | 2019년 4월 26일  |                              |
| 13화       | 아이슬란드의 더위 과거를 파헤치다              | 2019년 5월 3일   | 아이슬란드                   |
| 14화       | 은광으로 출발 맞서 싸우기                      | 2019년 5월 10일  | 멕시코                       |
| 15화       | 휴가의 끝 위기에 처한 우르사                   | 2019년 5월 17일  | 미국 애리조나주 그랜드캐니언 |
| 16화       | 앙코르 와트의 위기 불꽃 튀는 결투              | 2019년 5월 24일  | 캄보디아 앙코르와트          |
| 17화       | 빙판 위의 결투 화해의 돌파구                   | 2019년 5월 31일  | 캐나다 퀘벡주                |
| 18화       | 열대 수역의 위기 깨끗한 바다를 위해!           | 2019년 6월 7일   | 인도네시아 자와섬            |
| 19화       | 체코에서의 임무 저항의 시작                    | 2019년 6월 14일  | 체코                         |
| 20화       | 흰머리수리와의 추격전 달력의 비밀              | 2019년 6월 21일  | 미국 아칸소주                |
| 21화       | 수상한 낌새 빛의 도시                          | 2019년 6월 28일  | 미국 펜실베이니아주          |
| 22화       | 스톤을 찾아서 위험한 함정                      | 2019년 7월 5일   | 미국 뉴햄프셔주              |
| 23화       | 태양의 나라 다시 타오르는 불                   | 2019년 7월 12일  | 호주 맬버른                  |
| 24화       | 위장의 기술 스타 탄생                          | 2019년 7월 19일  | 일본 교토부                  |
| 25화       | 박사의 실종 하늘 위의 땅                       | 2019년 7월 26일  | 미국 뉴욕주 뉴욕시           |
| 26화       | 범의 과거                                      | 2019년 8월 2일   | 미국 애틀랜타주              |
| 27화       | 노바 시티에서 있었던 일 앤털로프 캐니언의 강풍 | 2019년 9월 1일   | 미국 네브래스카주 앤털로프군 |
| 28화       | 12사도 바위의 붕괴 의문의 친구                 | 2019년 9월 13일  | 호주 12사도 바위             |
| 29화       | 나이카 광산의 미스터리                         | 2019년 9월 20일  | 나이카 광산                  |
| 30화       | 포위된 도시 마닐라                             | 2019년 9월 27일  | 필리핀 마닐라                |
| 31화       | 선사시대의 벽화                                | 2019년 10월 4일  | 중국 베이징시                |
| 32화       | 다이아몬드의 비밀                              | 2019년 10월 11일 | 미국 오하이오주              |
| 33화       | 드래곤의 소굴                                  | 2019년 10월 18일 |                              |
| 34화       | 의문의 벽화 숨겨진 유적                        | 2019년 10월 25일 |                              |
| 35화       | 메탄 가스의 호수 관광객들을 구출하라           | 2019년 11월 1일  |                              |
| 36화       | 괴물이 사는 로라이마산 공룡이 나타났다!        | 2019년 11월 8일  | 베네수엘라 호라이마 산       |
| 37화       | 수상한 피뢰탑 전자기파의 위력                  | 2019년 11월 15일 |                              |
| 38화       | 황소를 찾아서 파스칼의 선택                    | 2019년 11월 22일 |                              |
| 39화       | 모든 길은 로마로 통한다                        | 2019년 11월 29일 | 이탈리아 로마                |
| 40화       | 안개에 싸인 런던                               | 2019년 12월 6일  | 영국 런던                    |
| 41화       | 세쿼이아 숲을 보호하라                         | 2019년 12월 13일 | 미국 세퀘이아 국립공원       |
| 42화       | 얼어붙은 맨해튼                                | 2019년 12월 20일 | 미국 뉴욕주 뉴욕시 맨해튼    |
| 43화       | 소금 사막을 달리다                             | 2019년 12월 27일 | 사우디아라비아               |
| 44화       | 다시 만난 친구들                               | 2020년 1월 3일   |                              |
| 45화       | 남산 타워의 비밀                               | 2020년 1월 10일  | 대한민국 서울특별시          |
| 46화       | 코펜하겐의 티볼리 공원                         | 2020년 1월 17일  | 덴마크 코펜하겐              |
| 47화       | 울루루의 지혜                                  | 2020년 1월 24일  | 호주 울루루                  |
| 48화       | 다시 시그마 기지로                             | 2020년 1월 31일  |                              |
| 49화       | 시그마 행성의 비밀                             | 2020년 2월 7일   |                              |
| 50화       | 미래를 건 사투 최후의 일격                     | 2020년 2월 14일  |                              |
| 51화       | 시험을 통과하라 최정예 군대에 맞서라           | 2020년 2월 21일  |                              |
| 최종화(52) | 드래곤의 부활 지구의 힘                        | 2020년 2월 29일  |                              |

## 같이 보기
- 바이클론즈
- 또봇 V
- 슈퍼텐 시간탐험대 - 속편